# Poliske
Poliske (ukrajinsko Поліське, latinizirano: Polis'ke) je zapuščeno naselje in nekdanje mesto v Černobilskem izključitvenem območju, del Kijevske oblasti v Ukrajini. Nahaja se na reki Už in je bilo upravno središče okrožja Poliske. Kasneje pa je bilo mesto izbrisano iz registra, saj je bilo popolnoma zapuščeno zaradi prisilne izselitve iz izključitvenega območja. Trenutno v naselju živi približno 20 ljudi, tako imenovanih samoselov ("naseljenci").